# 클라이드 FC
클라이드 FC(Clyde Football Club, Clyde F.C.)는 1877년에 창단된 스코틀랜드 컴버놀드의 축구 클럽으로, 현재 스코티시 리그 1에서 활동하고 있다.

## 성적
- 스코틀랜드 컵 우승 3회 (1939, 1955, 1958), 준우승 3회 (1910, 1912, 1949)
- 스코틀랜드 챌린지 컵 준우승 1회 (2007)
- 스코틀랜드 풋볼 리그 1부 우승 5회 (1905, 1952, 1957, 1962, 1973), 준우승 5회 (1904, 1906, 1926, 1964, 2004)
- 스코틀랜드 풋볼 리그 2부 우승 4회 (1978, 1982, 1993, 2000)

## 선수 명단

### 현역
- 피터 그랜트(2022 ~ )